# Dorrit Willumsen
Pour les articles homonymes, voir Willumsen.
Dorrit Willumsen, née le 31 août 1940  à Copenhague, est une écrivain danoise.

## Biographie
Elle obtient le Grand prix de littérature du Conseil nordique en 1997 pour Bang. En roman om Herman Bang.

## Œuvres traduites en français
- Marie. La Vie romancée de Madame Tussaud [« Marie, en roman om Madame Tussaud's liv »], trad. de Jean Renaud, Paris, Éditions Gallimard, coll. « L’Arpenteur », 1989, 261 p.  (ISBN 2-07-078008-2)
- Des vacances de chat [« De kattens feriedage »] dess. de Sigrid, trad. de Jean Renaud, Nantes, France, Éditions de l’Élan, 1999, 62 p.  (ISBN 2-909027-39-2)
- Fifille, une vie de chien [« Tøss »] dess. de Sigrid, trad. de Jean Renaud, Nantes, France, Éditions de l’Élan, 2003, 95 p.  (ISBN 2-909027-51-1)